# Shopify
Shopify Inc.是加拿大的一家跨国电子商务公司，总部位于安大略省渥太华，Shopify也是该公司所有的电子商务平台的名称。Shopify为在线零售商提供一整套服务“包括支付、市场营销、运输和客户契合工具，以简化小型商户开设在线商店的过程”。
根据公司披露的文件，截止2019年6月，Shopify平台在大约175个国家或地区有超过一百万笔业务，2020日历年的商品总成交额1196亿美元，較2019年增長96％。

## 历史
Shopify成立于2004年，公司的三位创始人原计划开设一家经营滑雪设备的在线商店（Snowdevil），由于对市场上的电子商务产品不够满意，创始人之一的程序员吕特克决定开发一套自己的程序。吕特克使用开源框架Ruby on Rails进行开发，2006年6月Shopify平台上线。

## 外部連結
- 官方网站（英語）